# Michelle Tyler
Michelle Tyler (8 luglio 1958) è un'ex tennista britannica.
È conosciuta anche come Michelle Tyler-Wilson.

## Carriera
In carriera ha vinto un titolo di doppio, il South Australian Open nel 1975. Nei tornei del Grande Slam ha ottenuto il suo miglior risultato raggiungendo i quarti di finale di doppio agli Australian Open nel 1976, in coppia con la connazionale Sue Barker.
In Fed Cup ha disputato un totale di 5 partite, ottenendo 2 vittorie e 3 sconfitte.

## Statistiche

### Doppio

#### Vittorie (1)
| Numero | Anno            | Torneo                          | Superficie | Compagna   | Avversarie in finale    | Punteggio |
| 1.     | 7 dicembre 1975 | South Australian Open, Adelaide |            | Sue Barker | Kym Ruddell Janet Young | 7-5, 6-3  |

### Doppio

#### Finali perse (2)
| Numero | Anno             | Torneo                           | Superficie | Compagna       | Avversarie in finale            | Punteggio     |
| 1.     | 21 dicembre 1975 | Western Australian Open, Perth   |            | Sue Barker     | Lesley Bowrey Christine Matison | 6-7, 3-6      |
| 2.     | 16 giugno 1978   | Torneo di Chichester, Chichester | Erba       | Yvonne Vermaak | Janet Newberry Pam Shriver      | 6-3, 3-6, 4-6 |